# Kratovo (Macedonia del Nord)
Kratovo (in macedone Кратово?) è un comune nella parte nord-orientale della Macedonia del Nord. Kratovo è il capoluogo del municipio.
Il municipio confina a nord con Staro Nagoričane e Kriva Palanka, a est con Kočani, ad ovest con Kumanovo e a sud con Probištip.

## Società

### Evoluzione demografica
Dal punto di vista etnico gli abitanti sono così suddivisi:
- Macedoni = 10.231
- Rom = 151

## Località
Il comune è formato dall'insieme delle seguenti località:
- Blizanci (Близанци)
- Vakuf (Вакуф)
- Gorno Kratovo (Горно Кратово)
- Dimonce (Димонце)
- Emirica (Емирица)
- Železnica (Железница)
- Živalevo (Живалево)
- Kavrak (Каврак)
- Ketenovo (Кетеново)
- Kneževo (Кнежево)
- Kojkovo (Којково)
- Konjuh (Коњух)
- Krilatica (Крилатица)
- Kuklica (Куклица)
- Kunovo (Куново)
- Lukovo (Луково)
- Muškovo (Мушково)
- Nežilovo (Нежилово)
- Pendak (Пендак)
- Prikovci (Приковци)
- Sekulica (Секулица)
- Stracin (Страцин)
- Talašmance (Талашманце)
- Tatomir (Татомир)
- Topolovik (Тополовиќ)
- Trnovac (Трновац)
- Turalevo (Туралево)
- Filipovci (Филиповци)
- Šlegovo (Шлегово)
- Šopsko Rudare (Шопско Рударе)
- Kratovo (Кратово) (sede comunale)

## Sport

### Calcio
La squadra principale della città è il Sileks Kratovo, tre volte campione di Macedonia e tre volte vincitore di coppa di Macedonia.